# Мировая серия 2018
Мировая серия 2018 (англ. 2018 World Series) — финальная серия сезона Главной лиги бейсбола 2018 года, сто четырнадцатая в истории розыгрышей. Соперниками по серии во второй раз в её истории стали «Бостон Ред Сокс» и «Лос-Анджелес Доджерс». До этого клубы встречались в 1916 году, когда «Доджерс» выступали под названием «Бруклин Робинс». «Доджерс» играют в Мировой серии второй сезон подряд, в 2017 году они уступили «Хьюстон Астрос» в семи матчах. «Ред Сокс» в предыдущий раз играли в финале сезона в 2013 году и одержали победу над «Сент-Луис Кардиналс».
Серия началась 21 октября в Бостоне на стадионе «Фенуэй Парк».

## Путь к финалу
Друг с другом клубы в финале сезона до этого года встречались только один раз. В 1916 году «Ред Сокс» одержали победу над «Бруклин Робинс», позднее переехавшими в Лос-Анджелес, в пяти матчах. Последние очные встречи двух клубов в регулярном чемпионате состоялись в августе 2016 года, когда «Доджерс» на своём поле выиграли два матча из трёх.

### Бостон Ред Сокс
Для «Бостон Ред Сокс» эта Мировая серия стала тринадцатой в истории клуба. В последние пятнадцать лет команда трижды становилась чемпионом МЛБ, последний раз в 2013 году. В регулярном чемпионате «Ред Сокс» установили клубный рекорд одержав 108 побед и выиграв Восточный дивизион Американской лиги, опередив принципиальных соперников из «Нью-Йорк Янкис». Более ста матчей чемпионата бостонцы выиграли в четвёртый раз в своей истории.
В дивизионной серии команда обыграла «Нью-Йорк Янкис» в четырёх матчах, завершив серию на поле соперника. Корреспондент журнала Forbes Ларри Флейшер отметил стартовых питчеров клуба Криса Сейла, Рика Порселло и Натана Эовальди, которые на троих пропустили всего четыре очка в девятнадцати иннингах, и удачное решение главного тренера «Бостона» Алекса Коры, который в нужный момент задействовал Сейла в качестве реливера.
В финальной серии Американской лиги «Ред Сокс» обыграл действующих победителей Мировой серии «Хьюстон Астрос». Первая игра серии в Бостоне завершилась победой техасской команды, но затем «Ред Сокс» одержали четыре победы подряд. Одним из героев серии стал питчер Дэвид Прайс, сыгравший в двух матчах с интервалом в три дня и одержавший первую в своей карьере победу в игре плей-офф. В Мировой серии «Бостон» получил преимущество своего поля как команда с лучшим результатом в регулярном чемпионате.

### Лос-Анджелес Доджерс
«Лос-Анджелес Доджерс» вышли в Мировую серию двадцатый раз в клубной истории и второй подряд. Последний раз чемпионский титул команда выигрывала тридцать лет назад, в 1988 году.
По итогам регулярного чемпионата команда заняла первое место в Западном дивизионе, в дополнительном матче обыграв «Колорадо Рокиз». Добиться успеха «Доджерс» не помешал слабый старт — к 16 мая они отставали от лидера на десять игр. Весомый вклад в успех внесли отбивающие клуба, семь из которых выбили не менее 20 хоум-ранов. Клуб стал победителем своего дивизиона в шестой раз подряд.
В Дивизионной серии «Лос-Анджелес» обыграл «Атланту» со счётом 3:1 и третий сезон подряд вышел в финал Национальной лиги. Победные очки в четвёртой игре принёс хоум-ран Мэнни Мачадо. В играх серии он выбил всего три хита, но они принесли команде шесть очков.

## Результаты
| Игра | Дата       | Результат                                    | Место проведения | Время | Посещаемость |
| ---- | ---------- | -------------------------------------------- | ---------------- | ----- | ------------ |
| 1    | 23 октября | Лос-Анджелес Доджерс — Бостон Ред Сокс — 4:8 | Фенуэй Парк      | 3:52  | 38 454       |
| 2    | 24 октября | Лос-Анджелес Доджерс — Бостон Ред Сокс — 2:4 | Фенуэй Парк      | 3:12  | 38 644       |
| 3    | 26 октября | Бостон Ред Сокс — Лос-Анджелес Доджерс —2:3  | Доджер Стэдиум   | 7:20  | 53 114       |
| 4    | 27 октября | Бостон Ред Сокс — Лос-Анджелес Доджерс — 9:6 | Доджер Стэдиум   | 3:57  | 54 400       |
| 5    | 28 октября | Бостон Ред Сокс — Лос-Анджелес Доджерс — 5:1 | Доджер Стэдиум   | 3:00  | 54,367       |

## Отчёты о матчах
Дата: 23 октября 2018 года, 20:11 EDT

Стадион: «Фенуэй Парк», Бостон

Зрителей: 38 454
| Команда              | 1 | 2 | 3 | 4 | 5 | 6 | 7 | 8 | 9 | R | H  | E |
| -------------------- | - | - | - | - | - | - | - | - | - | - | -- | - |
| Лос-Анджелес Доджерс | 0 | 1 | 1 | 0 | 1 | 0 | 1 | 0 | 0 | 4 | 8  | 0 |
| Бостон Ред Сокс      | 2 | 0 | 1 | 0 | 2 | 0 | 3 | 0 | X | 8 | 11 | 0 |

Победивший питчер — Мэтт Барнс (1—0); проигравший питчер — Клейтон Кершоу (0—1)

Хоум-раны:
- BOS: Эдуардо Нуньес (1)

Дата: 24 октября 2018 года, 20:10 EDT

Стадион: «Фенуэй Парк», Бостон

Зрителей: 38 644
| Команда              | 1 | 2 | 3 | 4 | 5 | 6 | 7 | 8 | 9 | R | H | E |
| -------------------- | - | - | - | - | - | - | - | - | - | - | - | - |
| Лос-Анджелес Доджерс | 0 | 0 | 0 | 2 | 0 | 0 | 0 | 0 | 0 | 2 | 3 | 0 |
| Бостон Ред Сокс      | 0 | 1 | 0 | 0 | 3 | 0 | 0 | 0 | X | 4 | 8 | 0 |

Победивший питчер — Дэвид Прайс (1—0); проигравший питчер — Рю Хёнджин (0—1); сейв — Крейг Кимбрел

Дата: 26 октября 2018 года, 17:10 PDT

Стадион: «Доджер-стэдиум», Лос-Анджелес

Зрителей: 53 114
| Команда              | 1 | 2 | 3 | 4 | 5 | 6 | 7 | 8 | 9 | 10 | 11 | 12 | 13 | 14 | 15 | 16 | 17 | 18 | R | H  | E |
| -------------------- | - | - | - | - | - | - | - | - | - | -- | -- | -- | -- | -- | -- | -- | -- | -- | - | -- | - |
| Бостон Ред Сокс      | 0 | 0 | 0 | 0 | 0 | 0 | 0 | 1 | 0 | 0  | 0  | 0  | 1  | 0  | 0  | 0  | 0  | 0  | 2 | 7  | 1 |
| Лос-Анджелес Доджерс | 0 | 0 | 1 | 0 | 0 | 0 | 0 | 0 | 0 | 0  | 0  | 0  | 1  | 0  | 0  | 0  | 0  | 1  | 3 | 11 | 1 |

Победивший питчер — Алекс Вуд (1—0); проигравший питчер — Натан Эовальди (0—1)

Хоум-раны:
- LAD: Джок Педерсон (1), Макс Манси (1)

Дата: 27 октября 2018 года, 17:11 PDT

Стадион: «Доджер-стэдиум», Лос-Анджелес

Зрителей: 54 400
| Команда              | 1 | 2 | 3 | 4 | 5 | 6 | 7 | 8 | 9 | R | H | E |
| -------------------- | - | - | - | - | - | - | - | - | - | - | - | - |
| Бостон Ред Сокс      | 0 | 0 | 0 | 0 | 0 | 0 | 3 | 1 | 5 | 9 | 8 | 1 |
| Лос-Анджелес Доджерс | 0 | 0 | 0 | 0 | 0 | 4 | 0 | 0 | 2 | 6 | 9 | 0 |

Победивший питчер — Джо Келли (1—0); проигравший питчер — Дилан Флоро (0—1)

Хоум-раны:
- LAD: Ясиль Пуиг (1), Кике Эрнандес (1)